# Cleora oriadelpha
Cleora oriadelpha là một loài bướm đêm trong họ Geometridae.